# Lobophytum compactum
Lobophytum compactum is een zachte koraalsoort uit de familie Alcyoniidae. De koraalsoort komt uit het geslacht Lobophytum. Lobophytum compactum werd in 1956 voor het eerst wetenschappelijk beschreven door Tixier-Durivault. 